# Суходол (област Бургас)
Вижте пояснителната страница за други значения на Суходол.
Суходол е село в Югоизточна България. То се намира в община Средец, област Бургас.

## История
Старото име на селото е било Куру дере, променено през 1934 на сегашното – Суходол.През Илинденско-Преображенското въстание от 1903 г. войвода на смъртната дружина от селото е Христо Старшията от Стара Загора, бивш четник на Димитър Ташев. МЗ № 2820/обн. 14.08.1934 г. – преименува с. Куру дере на с. Суходол.

## Население

### Етнически състав
Преброяване на населението през 2011 г.
Численост и дял на етническите групи според преброяването на населението през 2011 г.:
|                     | Численост |
| Общо                | 112       |
| Българи             | 95        |
| Турци               | 13        |
| Цигани              | -         |
| Други               | -         |
| Не се самоопределят | -         |
| Неотговорили        | -         |